# Tmarus separatus
Tmarus separatus es una especie de araña cangrejo del género Tmarus, familia Thomisidae.

## Distribución
Esta especie se encuentra en Panamá.